# 42 (tal)
42 (fyrtiotvå) är det naturliga talet som följer 41 och som följs av 43.

## Inom matematiken
- 42 är ett jämnt tal.
- 42 är ett ymnigt tal
- 42 är ett mycket ymnigt tal
- 42 är ett rektangeltal
- 42 är ett extraordinärt tal
- 42 är ett pentadekagontal
- 42 är ett aritmetiskt tal
- 42 är ett Catalantal
- 42 är ett Harshadtal
- 42 är det tionde talet i partitionsfunktionen
- 42 är ett praktiskt tal
- 42 är ett palindromtal i det kvarternära talsystemet
- 42 är det näst lägsta talet som har tre olika primfaktorer, och därmed är ett sfeniskt tal

## Inom vetenskapen
- 42 Isis, en asteroid
- M42, emissions- och reflexionsnebulosa i Orion, nummer 42 Messiers katalog
- Molybden, atomnummer 42
- I teckentabellen för ASCII representerar decimalt 42 symbolen * (asterisk), som ofta används som jokertecken inom datorvetenskapen.

## Inom litteratur och kultur

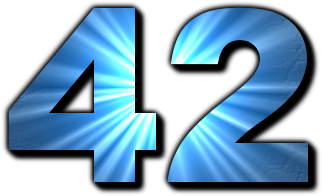
Svaret på "den yttersta frågan om Livet, universum och allting".

- 42 är svaret på "den yttersta frågan om Livet, universum och allting"
- I bibeln får det första av odjuren i uppenbarelseboken en mun som fick hålla på i 42 månader (upp. 13:5).
- Ett maratonlopp är drygt 42 km långt.

## Inom film och datorspel
- 42 (film).[2]
- 42 är FBI-agent Fox Mulders lägenhetsnummer i TV-serien Arkiv X.
- 42 är numret på den första roboten som besöker Will Smith i filmen "I, Robot".
- 42 är antalet gånger man kan använda livets stav i spelet Spore som skapats av Maxis
- 42 är ett av talen i den återkommande talserien 4, 8, 15, 16, 23 och 42 i tv-serien Lost.
- 42 är namnet på ett avsnitt ur säsong tre av den brittiska Science-Fiction tv-serien "Doctor Who". I avsnittet har the Doctor (tio, som spelas av David Tennant) och hans kompanjon Martha Jones 42 minuter på sig att rädda rymdskeppet de befinner sig i ifrån att krascha in i en sol.

## Inom musik
- 42 är en låt av Coldplay.
- 42 är en låt av Roomie
- Level 42 är ett brittiskt poprock- och jazz-funkband.

The Summer of '42 är en låt av Michel Legrand.